# Cedarburg (Wisconsin)
Pour les articles homonymes, voir Cedarburg.
Cedarburg est une ville américaine située dans le comté d'Ozaukee, au Wisconsin. Selon le recensement de 2020, sa population est de 11 412 habitants.